# 小嶋大士
小嶋 大士（こじま だいし、2001年6月26日 - ）は、日本出身のラグビーユニオン選手。2024年現在ジャパンラグビーリーグワンに参戦する浦安D-Rocksに所属している。

## プロフィール
- 山梨県甲州市出身[1]。
- ポジションはフランカー(FL)、ナンバーエイト(No8)。
- 身長 185 cm、体重 105 kg
- 愛称はだいし、だい。
- U17日本代表に選ばれたことがある[2]。

## 来歴
2020年、日川高校卒業後、山梨学院大学に入学。なお日川高校時代、高校日本代表候補に選ばれたことがある。
2023年、山梨学院大学ラグビー部の主将に就任。
2024年、アーリーエントリーで浦安D-Rocksに加入。同年6月、ベルファストラグビーフットボールクラブに留学。